# کارزار وزیرستان (۱۹۳۶–۱۹۳۹)
کارزار وزیرستان (۱۹۳۶–۱۹۳۹)، سلسله مبارزاتی بود که توسط ارتش هند بریتانیا علیه روسای قبایل مستقل مستقر در منطقه وزیرستان انجام شد. این نبرد زیرمجموعه جنگ جهانی دوم به‌شمار می‌رود. نبرد با شورش میرزالی خان و پیروان ملی پوش پشتون او علیه تجاوز انگلیسی‌ها آغاز یافت. وی یک همزن مذهبی و سیاسی بود که احساسات ضد انگلیس را در منطقه گسترش می‌داد و اعتبار دولت هند آن زمان را در وزیرستان تضعیف می‌کرد. انگلیسی‌ها میرزالی خان را «فقیر ایپی» نامیده، شروع به سرکوب او نمودند و با تلفات بی‌شمار موفق به شکست او شدند.

## پیش‌زمینه

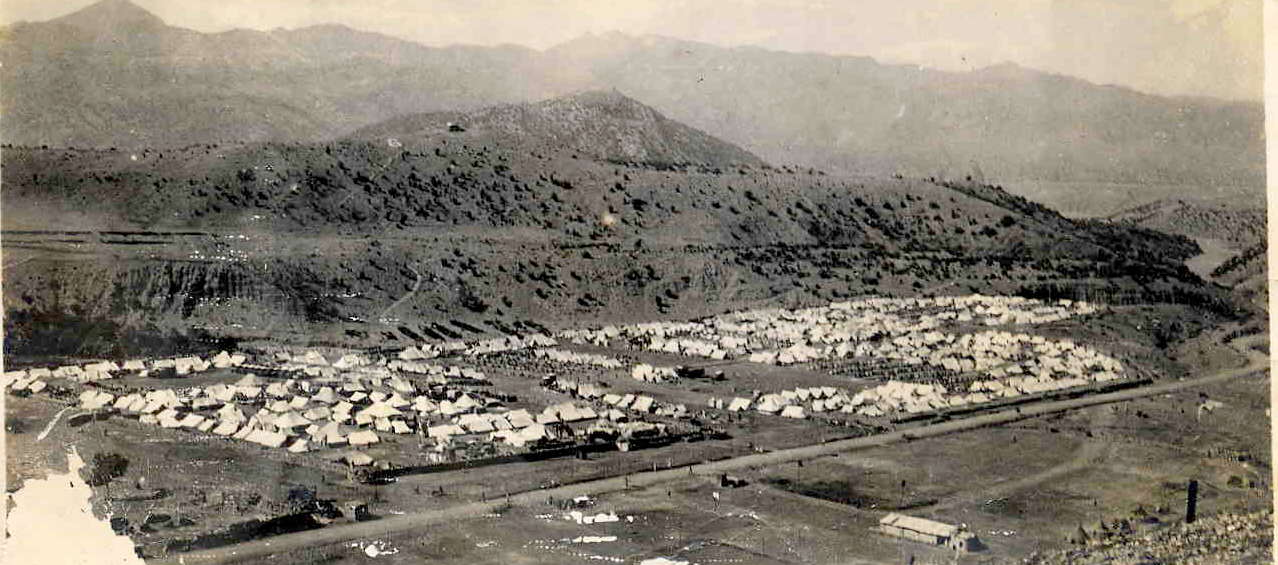
کمپ رزمک، ۱۹۳۸، وزیرستان

در سالهای ۱۹۱۹–۱۹۲۰، انگلیسی‌ها شروع به مبارزه علیه قبایل وزیر کردند. درگیری‌های جزئی تا سال ۱۹۲۱ ادامه داشت اما پس از استقرار یک پادگان دائمی در رزمک، یک دوره صلح نسبی در منطقه برقرار شد. در طول سالهای ۱۹۲۱–۱۹۲۴، انگلیس شروع به جاده‌سازی در منطقه نمود که منجر به درگیری‌های بیشتر در طول مبارزات ۱۹۲۱–۱۹۲۴ شد. در سال ۱۹۳۶، مشکلات در وزیرستان به شکل تحریکی سیاسی و مذهبی توسط میرزالی خان دوباره شعله‌ور شد. برای مدتی، ناآرامی‌های فزاینده‌ای در منطقه به وجود آمده بود که با درک ضعف عزم انگلیس برای حاکمیت به دنبال تعدادی از تغییرات قانون اساسی در هند تقویت می‌شد. با این حال، به دنبال محاکمه یک دانشجوی مسلمان به اتهام ربودن یک دختر هندو، میرزالی خان شروع به گسترش جدی احساسات ضد انگلیس کرد و ادعا کرد دولت در مسئله‌ای مذهبی دخالت می‌کند.

## نتیجه
پس از سال ۱۹۳۹، سرحدات شمال غربی هند ساکت شد، و به‌طور سیاسی در آرامش به سر می‌برد. جدا از شورش‌های گاه بی گاه به یک روستا یا حمله به یک پادگان، اوضاع تا پایان حکومت انگلیس در سال ۱۹۴۷ به همین ترتیب ادامه داشت.